# اروس

دختری در حال مبارزه با اِروس، نام اثری است از ویلیام-آدولف بوگرو که در آن اِروس، از شخصیت‌های اسطوره‌ای یونان باستان را در حالی که تیری را به سمت قلب دختری نشانه کرده، به‌تصویر کشیده است.

اروس (به یونانی: Ἔρως) (به انگلیسی: Eros) به معنی عشق جنسی، در اسطوره‌های یونان خدای عشق بود. رومی‌ها او را آمور (عشق) یا کوپیدو (شوق) می‌خواندند.
واژهٔ اروس نخستین بار از افلاطون شنیده شد؛ به معنی شوق و دلتنگی عاشقانهٔ روح برای برگشتن به اصل خود.

## روایت هزیود
به روایت هزیود، اروس در آغاز زمان، پس از خائوس (خلاء) و همراه تارتاروس و گایا زاییده شد. اروس بود که سبب ازدواج پدر و مادر اولیه، یعنی اورانوس و گایا شد و بر ازدواج اعقاب آن‌ها، یعنی خدایان و نهایتاً انسان‌ها، نظارت کرد. در این روایت، اروس صرفاً مظهر قدرت زایندگی که در موجودات زنده حلول می‌کند و سبب تولید مثل می‌شود نیست، بلکه مقدم بر آفرودیته (الههٔ عشق) نیز هست.

## روایات دیگر
طبق روایتی دیگر، اروس خدای بسیار جوان‌تری است و پسر افرودایت و معشوقش آرس به‌شمار می‌آید. مطابق این روایت اروس در هنر و ادبیات کلاسیک به هیئت مردی نیرومند، زیبا و پهلوان تصویر شده است. در دورهٔ کلاسیک او را حامی عشق همجنس‌گرایانه بین مردان و جوانان نیز تلقی کرده‌اند.در تسپیای (در بویوتا) و در پاریوم (در موسیا) او را خدای باروری می‌دانستند و می‌پرستیدند.
در افسانه‌ها از پسوخه به عنوان همسر وی یاد شده است.

## در وصف اروس
اروس خدای عشق در کمین است تا هر کس خیال گذشتن از دنیا را داشت او را با تیر بزند و عاشقش کند.

## مشخصات
در دوره‌های هلنی، که عشق در هنر و ادبیات جنبه‌های رمانتیک‌تری یافت، رفته‌رفته اروس را کودک یا نوزاد بالداری، که تیردانی پر از تیر دارد، در نظر گرفته‌اند؛ حتی بعضی او را جمع تصور کرده‌اند و اروتس خوانده‌اند؛ زیرا شور و سوداهایی که او مظهر آنها بود، چندگانه به نظر می‌رسید. رفته رفته این تصور قوت گرفت که تیرهای او سر طلایی‌اند و اگر به قربانیان اصابت کنند، سبب ایجاد میل آتشین در آنها می‌شوند؛ بعضی دیگر از جنس سرب هستند و اگر به کسی اصابت کنند، سبب می‌شوند که عاشق از دلباختهٔ خود روی بگرداند. به این ترتیب اروس هم عشق برمی‌انگیخت و هم جفا.